# Abdul Hamid (politico)
Mohammad Abdul Hamid (মোহাম্মদ আবদুল হামিদ; Kamalpur, 1º gennaio 1944) è un politico bangladese,  Presidente della Repubblica Popolare del Bangladesh dal 20 marzo 2013 al 24 aprile 2023.

## Biografia
Hamid è nato nel villaggio di Kamalpur. Ha frequentato il Gurudayal Government College a Kishoreganj per poi ottenere la laurea in legge all'Università di Dacca. Dopo gli studi ha svolto la professione di avvocato presso la corte di Kishoreganj.

## Attività politica
Interessato alla politica fin dagli anni universitari è stato eletto in parlamento fin dal 1970 per poi diventare vicepresidente della Jatiyo Sangshad (il parlamento nazionale) nel 1996 e presidente della stessa nel 2009. In seguito alla morte in carica del presidente della repubblica Zillur Rahman è diventato il sedicesimo presidente della repubblica del Bangladesh.

## Vita privata
Abdul Hamid è sposato e ha quattro figli, tre maschi e una femmina.